# Château de Komaru
Le château de Komaru (小丸城, Komaru-jō) est un château de plaine en ruines situé à Gobuichi, Echizen, préfecture de Fukui au Japon.

## Histoire
Le château de Komaru est établi en 1575 (Tenshō 3) par Sassa Narimasa, un des généraux d'Oda Nobunaga et un des « Trois Fuchū ». Avec Maeda Toshiie et Fuwa Mitsuharu, Narimasa est chargé de maintenir la paix et de réprimer les Ikkō-ikki dans la province d'Echizen. En 1581, Sassa Narimasa est assigné dans la province d'Etchū (actuelle préfecture de Toyama), à la suite de quoi le château inachevé est abandonné.
Les fondations de terre, une partie de la porte vers le honmaru, les restes du fossé, les fondations d'une tour et un mémorial en pierre sont visibles sur l'emplacement du château.
Des fouilles archéologiques en 1932 ont mis au jour des tuiles sur lesquelles était écrites des histoires relatives à la répression par Maeda Toshile des révoltes ikkō-ikki.